# Orthocentrus marginatus
Orthocentrus marginatus là một loài tò vò trong họ Ichneumonidae.